# Antimikrobiální úpravy textilií
Antimikrobiální úpravy textilií jsou technologické procesy, kterými textilní materiály získávají schopnost aktivně nebo pasivně působit proti účinku mikrobů a bakterií. 

## Historie antimikrobiálních úprav
Přírodní antimikrobiální prostředky se používají od pradávna. Z minulosti jsou známé  například lýkoviny a koření v zábalech egyptských mumií. První vědecké důkazy o úspěšném použití antimikrobiálních textilií přinesl v roce 1867 Angličan Joseph Lister s antiseptickými bandážemi, které chránily rány před infekcí.
Během 2. světové války byla použita řada mikrobiálních prostředků pro textilie, např. různé směsi vosku s chloridy nebo mědí proti hnití celtoviny a látky na stanech pro armádu.(Jako příčina byla objevena houba Trichoderma reesei).
Ekologické aspekty při použití antimikrobialních prostředků nebyly až do 60. let 20. století brány v úvahu. Ke změně přístupu k tomuto tématu vyznamně přispěla podle některých znalců Američanka Rachel Carson v roce 1962 svou knihou Silent Spring. První syntetické polymery byly vyvinuty v roce 1965 na  Cornellově univezitě v USA s funkcí na bázi peptidů a dezinfekčních látek.
V roce 2000 se odhadoval celosvětový rozsah výroby antimikrobiálních textilií na 100 000 tun. V prvních letech 21. století dosahlovalo např. v západní Evropě roční zvyšování výroby až 15%. Za rok 2022 se udával celosvětový výnos z prodeje antimikrobiálních textilií s 14,5 miliardami USD. Jako „key players“ na tomto úseku byly uváděny zejména firmy : americká Herculite, japonská Unitika a italská Innova Tex. K největším odběratelům patřilo zdravotnictví, bytové textilie a oděvní průmysl.

## Druhy úprav
- Přímý nános – obvykle metodou pad-dry,  tzn. textilie se máchá v tekuté látce a suší
- Nanotechnologie – nanočástice jsou elektrostaticky zvlákňované nebo jako součást zušlechťovacích prostředků
- Zapouzdření (enkapsulace) – zušlecht. prostředek vniká pod povrch textilie chemickými nebo fyzikálními metodami[1]
- Síťování[8]

## Zušlechťovací prostředky
Následující tabulka ukazuje hlavní část technicky proveditelných úprav. Údaje o komerčním využití jednotlivých zušlechťovacích prostředků a technologií nebyly dosud (2022) publikovány.

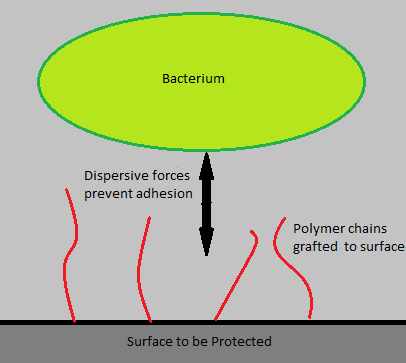
Schéma: Polymerní řetězce antibakteriálních prostředků zapouzdřených do textilie chrání její povrch před adhezí bakterie

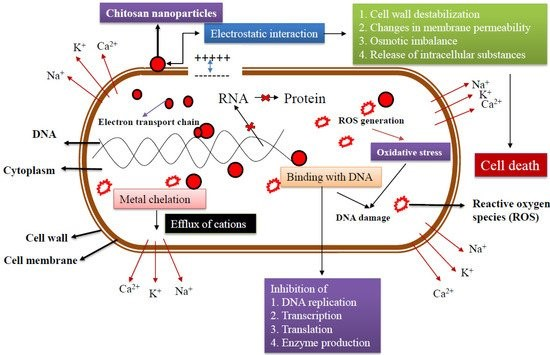
Schéma interakcí nanočástic chitosanu proti buňkám bakterií

| Zušlechťovací prostředky                          | Technologie, příklady použití |
| organické chemikálie                              | |
| N-halaminy                                        | Princip: Výměnná reakce halogenů usmrcuje prvky mikroorganizmů. Účinek N-halamidu na povrstvené textili se zvyšuje při delším styku s patogenem. |
| kvartérní amoniové sloučeniny (QACs)              | Princip: Amoniové sloučeniny mají pozitivní elektrostatický náboj, bakterie negativní. Když se bakterie přibližují k amoniové sloučenině, vniká její dlouhý uhlovodíkový řetězec do buněk membrány a zabíjí bakterie. Při současném použití kovových nanočástic se textilie stává antimikrobiální a vodotěsnou |
| chitosan                                          | V kyselinného roztoku chitosanu vzniká pozitivní náboj. Chisotan se dá použít zároveň s barvením na nemačkavou, antistatickou a antibakteriální úpravu. Účinek se dá zvýšit zinkovým a stříbrnými nanočásticemi ve formě filmu na textilii.                                                                    |
| halogenovaný fenol                                | Chlorovaný bisfennol (Triclosan) se aplikuje síťováním metodou pad-dry. S nízkou koncentrací triclosanu se dosahuje ochrana proti bakteriím a plísním s trvanlivostí až 50 vyprání. |
| L-cystein                                         | Princip: Esterifikace hydroxylu na povrchu celulózy v textilii. L-cystein se používá také k ochraně jakosti vlněných textilií při použití k antibakteriálním a zdravotním účelům. |
| anorganické sloučeniny                            | |
| stříbrné nanočástice                              | Nejčastěji na nanovláknech vyráběných elektrostaticky z roztoku acetátu celulózy s malou příměsí dusičnanu stříbrného (AgNO3). Úpravy jsou vysoce bakteriostaticky aktivní |
| nanočástice oxidu měďnatého (CuO)                 | Pokusně: viskózová nanovlákna smáčená v měďnaatém roztoku jsou použitelná k výrobě obvazů s vysokou antibakteriální aktivitou |
| nanočástice oxidu titaničitého (TiO2) a kompozity | TiO2 má fotokatalické vlastnosti, které dávají aktivní ochranu proti bakteriím. Kompozity z chitosanu a TiO2 se připravují suspenzí. Gáza upravená emulzí kompozitu vykazuje vysokou aktivitu proti účinkům bakterií.                                                                                          |
| nanočástice oxidu zinečnatého a kompozity         | Z oxidu zinečnatého se běžně vyrábí elektrostaticky nanovlákno. Materiál je obzvlášť účinný jako kompozit ve směsi s chitosanem. Textilie ze směsi bavlna/polyester upravené technologií pad-dry se doporučují na materiál k ošetřování krvácejících ran a spálenin.                                           |
| rostlinné extrakty                                | |
| aloe pravá                                        | Gel se nanáší technologií pad-dry, textilie je odolná proti grampozitivním i gramnegativním bakteriím |
| azadirachta indická                               | K povrstvování bavlněných a směsových textilií se používají síťovací sloučeniny. Upravená textilie je chráněna proti bakteriím, ale její mechanické vlastnosti se zhoršují. |
| bazalka indická                                   | Povrstvování extraktem bazalky se u směsí bavlna/polyester zvyšují antibakteriální schopnosti, ale mechanické vlastnosti se zhoršují |
| kurkuma                                           | Jako barvivo za použití různých mořidel se dosahuje u bavlněných a hedvábných tkanin velmi dobrá aktivita proti bakteriím a zvyšuje kvalita barvení |
| tabákové listy                                    | Extrakt z t. listů dává odolnost proti všem bakteriím: Úprava je dosud málo používaná pro textilie |
| kajeput                                           | Olej se zapouzdřuje do textilie, použití také na bandáže |

## Vlastnosti upravených textilií
Úprava má zamezit vzniku křížové infekce patogenními mikroorganismy, umožňovat kontrolu zamoření mikroorganismy, zastavení metabolismu mikroorganismů s cílem omezit vznik zápachu a ochránit textilní produkty od zašpinění, blednutí a celkového zhoršení jejich kvality.

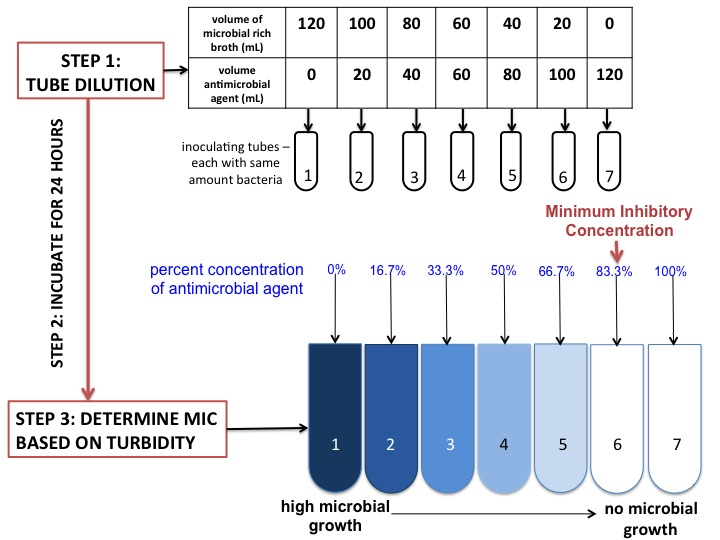
Schéma MIC testu

### Testy účinnosti
Testy účinnosti antimikrobiálních prostředků jsou normovány. Cca 10 nejpoužívanějších metod se obvykle rozděluje do dvou kategorií: kvantitativní a kvalitativní. 
Kvantitativní metody se dají použít k testování většiny činidel, jsou však časově náročnější a dražší. Kvalitativní metody se zakládají většinou na agarové difuzi. Test je jednoduchý a poměrně rychlý, kvalitativní metody se však dají použít jen pro určité druhy textilií.
Hlavní krierium testů je tzv. minimální inhibiční koncentrace (MIC), která udává míru účinku antimikrobiálního činidla.